# Französisch-Englischer Krieg von 1224 bis 1225

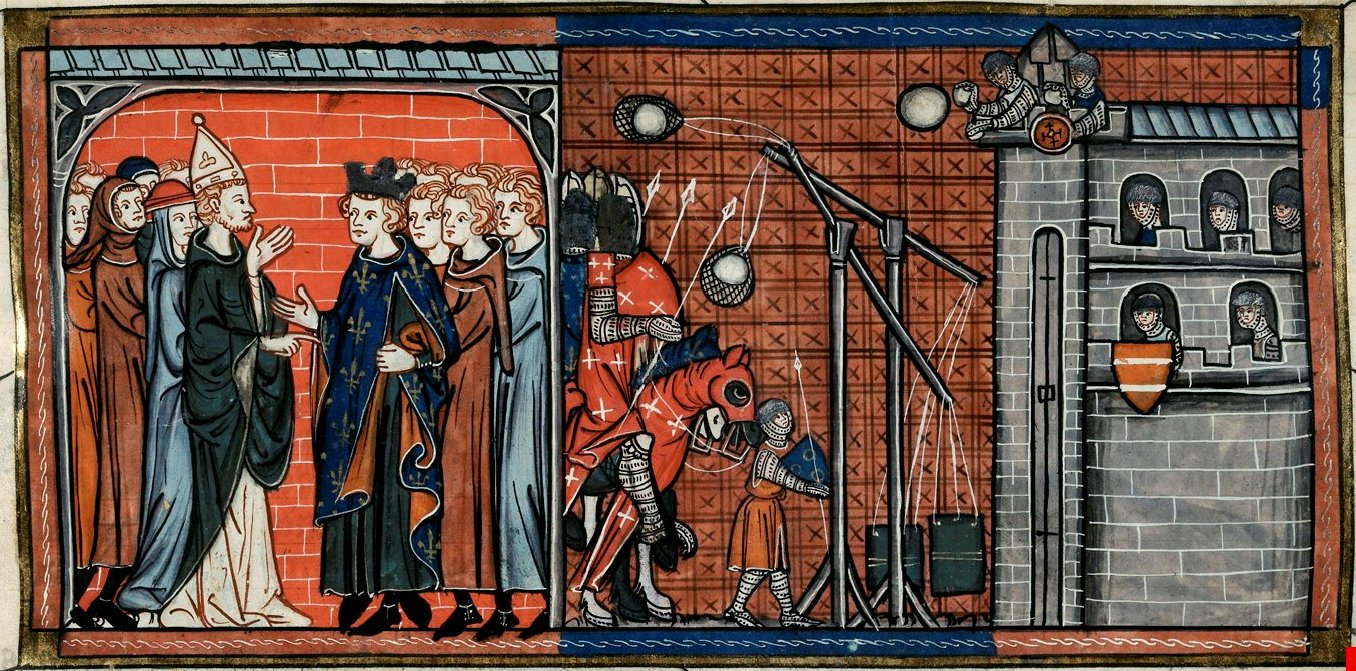
Der französische König Ludwig VIII. belagert La Rochelle. Mittelalterliche Darstellung

Der Französisch-Englischer Krieg von 1224 bis 1225, auch als französische Eroberung des Poitou bezeichnet, war ein militärischer Konflikt zwischen Frankreich und England. Während des Krieges eroberte Frankreich das zuvor dem englischen König gehörende Poitou mit der Hafenstadt La Rochelle.

## Hintergrund
Die englischen Könige besaßen nach dem verlorenen Krieg von 1202 bis 1214 als Rest des angevinischen Reiches in Südwestfrankreich noch das Herzogtum Aquitanien mit der Gascogne sowie die Grafschaft Poitou. Der englische Regentschaftsrat konnte noch im Februar 1220 mit dem französischen König Philipp II. eine Verlängerung des 1214 geschlossenen Waffenstillstands um vier Jahre aushandeln, den der minderjährige König Heinrich III. am 5. März bestätigte.

## Französische Eroberung des Poitou und der Gascogne
1224 musste Heinrich III. in England die Rebellion von Falkes de Bréauté niederschlagen. Der französische König Ludwig VIII., der 1223 seinem verstorbenen Vater auf den Thron gefolgt war, nutzte die Schwäche des englischen Königs aus und bereitete einen Angriff auf das Poitou vor. Am 24. Juni 1224 sammelte er seine Armee bei Tours, und nachdem er Aimery VII., den Vicomte de Thouars auf seine Seite gezogen hatte, fiel er in das Poitou ein. Nach zweitägiger Belagerung eroberte er am 5. Juli Niort und in der Folge weitere Städte, worauf sich Savary de Mauléon, der englische Seneschall des Poitou, nach La Rochelle zurückzog. Am 15. Juli begann Ludwig die Belagerung der Stadt. La Rochelle kapitulierte bereits am 3. August, da die Bürger in einem jahrelangen Kleinkrieg mit dem Vicomte de Thouars und anderen Vasallen des französischen Königs keine Unterstützung durch den englischen König erhalten und deshalb das Vertrauen in seine Herrschaft verloren hatten. Die englische Besatzung durfte die Stadt verlassen. Auch Savary de Mauleon reiste vermutlich nach England, um seine Unschuld an der Übergabe zu beteuern. Dort wurde er jedoch für die Eroberung des Poitou verantwortlich gemacht, so dass er nach Frankreich floh und in den Dienst des französischen Königs trat.
Der französische König bestätigte die Rechte von La Rochelle und ernannte Gottfried de Builli zu seinem Seneschall des Poitou, danach zog er sich nach Poitiers und schließlich nach Paris zurück. De Builli und Graf Hugo von Lusignan fielen nun mit französischen Truppen in die Gascogne ein, wo sie bis Ende September Blaye, Bourg, La Réole, Saint-Macaire, Langon und Bazas eroberten, so dass nur noch Bayonne, Dax und Bordeaux in englischer Hand blieben. Diese verfügten aber über starke englische Besatzungen und die Bürger profitierten, anders als im Poitou, von der Herrschaft des englischen Königs. Die Franzosen schlossen daraufhin einen bis Ostern 1225 befristeten Waffenstillstand und zogen sich zunächst zurück. 

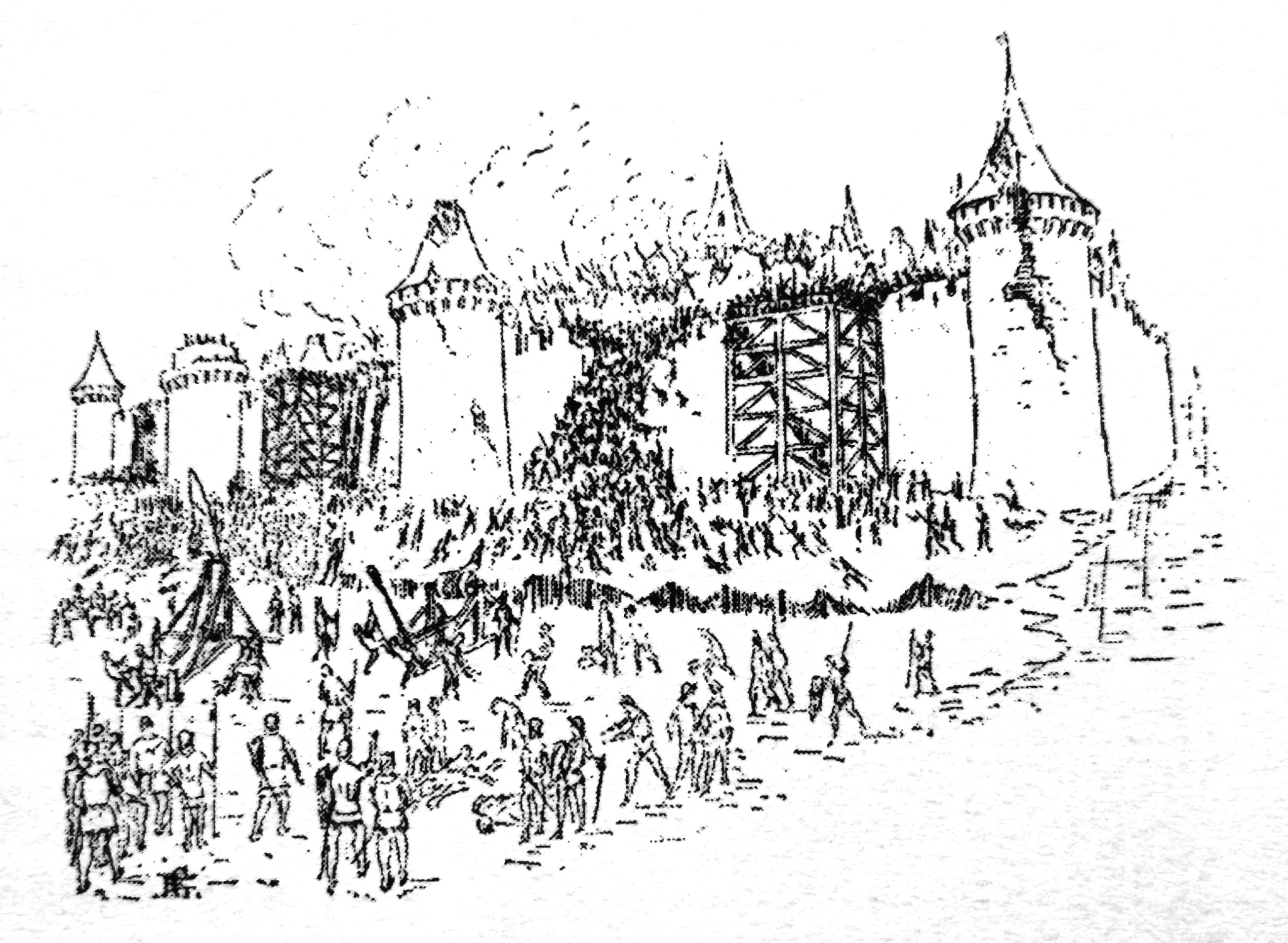
Die Belagerung von La Rochelle 1224. Zeichnung von Emile Couneau, 1904

## Rückeroberung der Gascogne durch England 1225
Der Justiciar von England, Hubert de Burgh, hatte sich zunächst an Papst Honorius III. gewandt, um Unterstützung gegen den französischen König zu erhalten. Papst Honorius zeigte sich jedoch unwillig, in diesem Konflikt zu intervenieren, und als im Dezember 1224 Gesandte des französischen Königs in Rom eintrafen, drohten sie sogar mit einer möglichen Invasion Englands. Diese Nachrichten bestärkten den Versuch de Burghs, zur Finanzierung einer englischen Expedition nach Südfrankreich eine vom Parlament bewilligte Steuer zu erheben. Letztlich musste der junge König Heinrich III. im Februar 1225 erneut die Magna Carta bestätigen, worauf der Regierung die Steuer bewilligt wurde. Das Parlament beauftragte Richard von Cornwall, den 16-jährigen jüngeren Bruder des Königs, den Feldzug zur Rückeroberung der Gascogne zu führen. Nachdem Richard zum Grafen von Poitou ernannt worden war, brach er im März zusammen mit dem erfahrenen William Longespée, 3. Earl of Salisbury und mit einem Heer nach Südwestfrankreich auf. Von Bordeaux konnten sie rasch weite Teile der Gascogne zurückerobern, zumal die Franzosen in den Städten keine Garnisonen stationiert hatten. Bis zum 2. Mai konnte die englische Armee Bazas und weitere Städte zurückerobern, ehe ihnen das Geld ausging und den Soldaten kein Sold mehr gezahlt werden konnte. Erst als im August 1225 weitere Gelder aus England eintrafen, konnten Richard und Longespée den Angriff auf La Réole fortsetzen. Als Hugo voh Lusignan einen Entsatzversuch unternahm, unterbrachen die Engländer die Belagerung und unternahmen einen überraschenden Gegenstoß in die Dordogne, worauf Hugo von Lusignan seinen Vorstoß abbrach. Daraufhin wechselte auch der mächtige Adlige Elias Rudel von Bergerac die Seiten und schloss sich Richard von Cornwall an. Am 13. November 1225 ergab sich La Réole den englischen Truppen, zuvor hatte Longespée jedoch krank die Heimreise nach England angetreten, er starb im März 1226.

## Folgen
Von den 60.000 Mark, die die Steuer des Fünfzehnten 1225 erbracht hatte, wurden über 52.000 Mark für den Krieg in Südwestfrankreich ausgegeben. Durch den Feldzug von Richard von Cornwall und Longespée wurde die Gascogne zurückerobert. Die Gascogne profitierte in den Folgejahren erheblich vom Weinexport nach England und blieb noch über 200 Jahre in englischer Hand. La Rochelle und das Poitou dagegen blieben von Frankreich besetzt. Der französische König Ludwig VIII. nahm 1226 den Krieg mit England nicht wieder auf, sondern schloss einen befristeten Waffenstillstand mit England, um einen Albigenserkreuzzug gegen die Grafschaft Toulouse führen zu können. Diese hatte sich unter dem Einfluss des Papstes England angenähert. Ludwig VIII. starb während des Feldzugs im November 1226. Der Waffenstillstand wurde 1227 und 1228 jeweils um ein Jahr befristet verlängert. Während der Minderjährigkeit von Ludwigs Sohns Ludwig IX. wurde Frankreich von inneren Machtkämpfen erschüttert, die der englische König ausnutzen wollte, um in einem Feldzug 1230 das angevinische Reich zurückzuerobern.